# Săliștea de Sus
Săliștea de Sus (deutsch Oberselischte, ungarisch Felsőszelistye) ist eine Kleinstadt im Kreis Maramureș in Rumänien.

## Lage
Săliștea de Sus liegt im Tal des Flusses Iza an der Kreisstraße (Drum județean) DJ186, etwa 95 Kilometer östlich von der Kreishauptstadt Baia Mare (Frauenbach), etwa 50 km südöstlich von Sighetu Marmației (Marmaroschsiget) und 30 Kilometer westlich von Borșa (Borscha).

## Geschichte
Săliștea de Sus wurde erstmals im Jahre 1365 urkundlich erwähnt. Im Jahr 2004 wurde die Ortschaft zur Stadt erhoben.

## Bevölkerung
Zur letzten Volkszählung im Jahr 2002 lebten in Săliștea de Sus 5196 Bewohner; davon waren 5185 Rumänen, drei Ungarn, sieben Roma und ein Ukrainer. In den letzten Jahrzehnten war die Bevölkerungszahl etwas rückläufig; 1992 wurden mit 5814 die meisten Einwohner registriert.

## Verkehr
Die Landesstraße 186 führt durch Săliștea de Sus. Im Osten der Stadt befindet sich der Bahnhof „Iza“ an der Bahnstrecke Salva–Vișeu de Jos.

## Persönlichkeiten
- Gheorghe Pașca (1901–1956), antikommunistischer Partisan

## Sehenswürdigkeiten

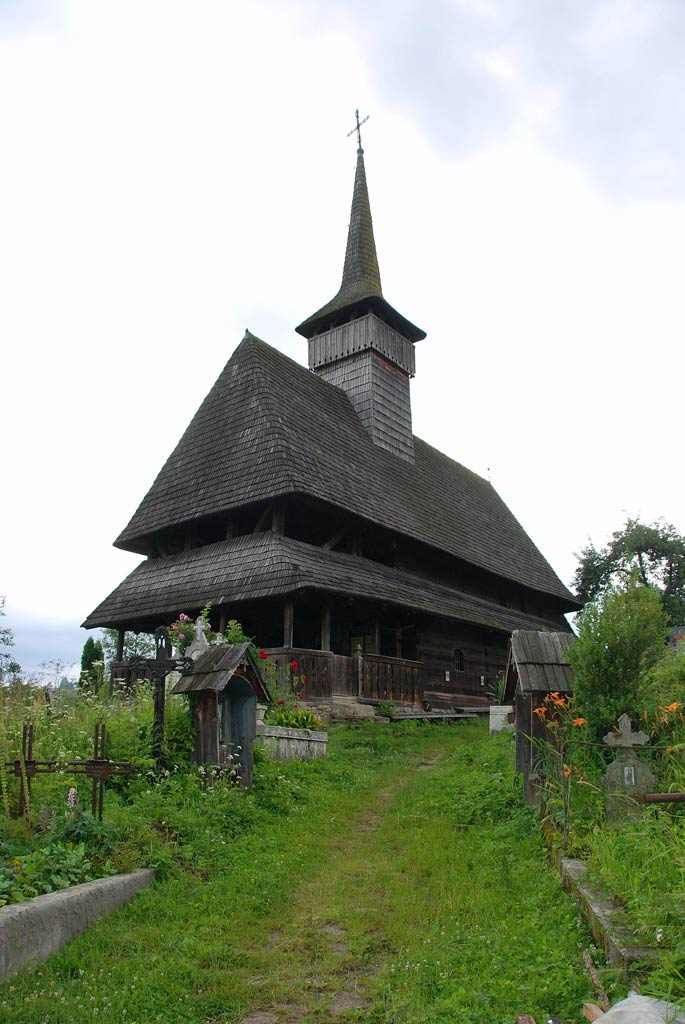
Bulenilor-Kirche

- Hölzerne Kirche „St. Nikolaus“ (a Nistoreștilor-Kirche oder „Bergkirche“) aus dem Jahre 1680. Nach einer Brandstiftung der Tataren im Jahr 1717 wurde sie umgebaut. Die Kirche steht unter Denkmalschutz.[5]
- Hölzerne Kirche „St. Nikolaus“ (a Bulenilor-Kirche oder „Kirche des Tales“) aus dem Jahr 1736. Auf den Innenwänden befinden sich Original-Gemälde und Symbole aus dem 18. Jahrhundert und steht unter Denkmalschutz.[5]

## Galerie

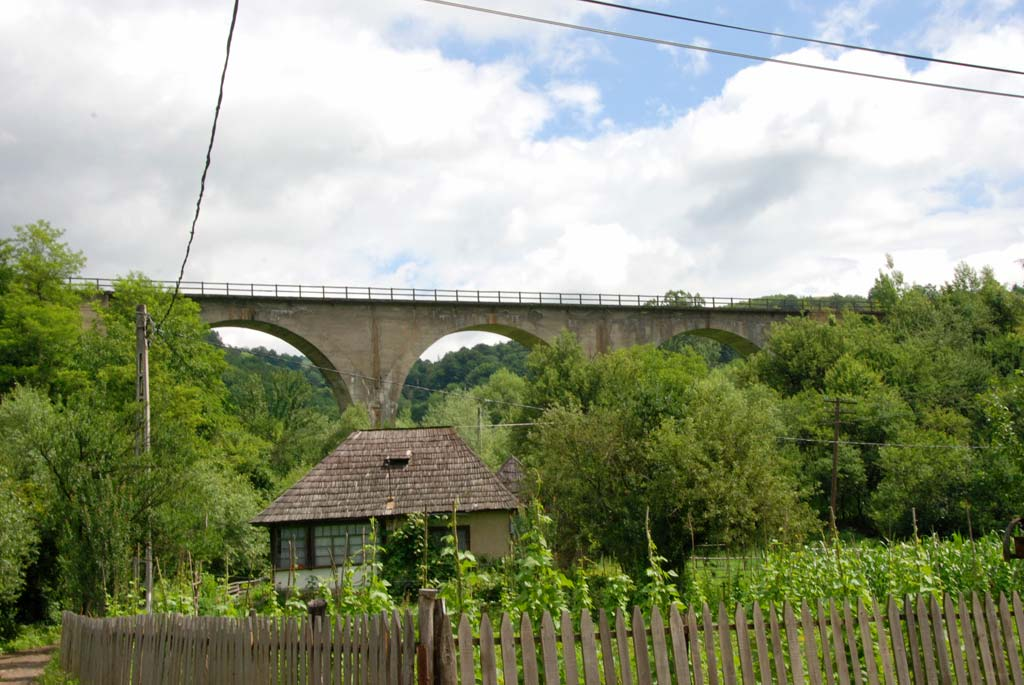
Viadukt, vor dem östlichen Ortseingang
Altes Holzhaus, links hinten die Bulenilor-Kirche
Im Abstand von 50 Metern zur Bulenilor-Kirche befindet sich diese Kirche
Der Bahnhof IZA an der Bahnstrecke Salva–Vișeu de Jos